# Juvenal Díaz
Juvenal Díaz Mateus (La Paz Santander, 31 de julio de 1967) es un exmilitar, catedrático, administrador de empresas y político colombiano.

## Biografía
Durante su vida militar, Díaz llegó a ser director de la Escuela Militar de Cadetes "José María Córdova" entre 2017 y 2019, y director del centro de educación militar del ejército. Díaz alcanzó el grado de general.
Díaz es el gobernador de Santander para el periodo 2024-2027. por el grupo político Movimiento Significativo de Ciudadanos (Es Tiempo), siendo contendor, entre otros, del exalcalde de Bucaramanga y excandidato presidencial Rodolfo Hernández. Fue elegido gobernador del departamento, el 29 de octubre del 2023.